# Langeneß (gemeente)

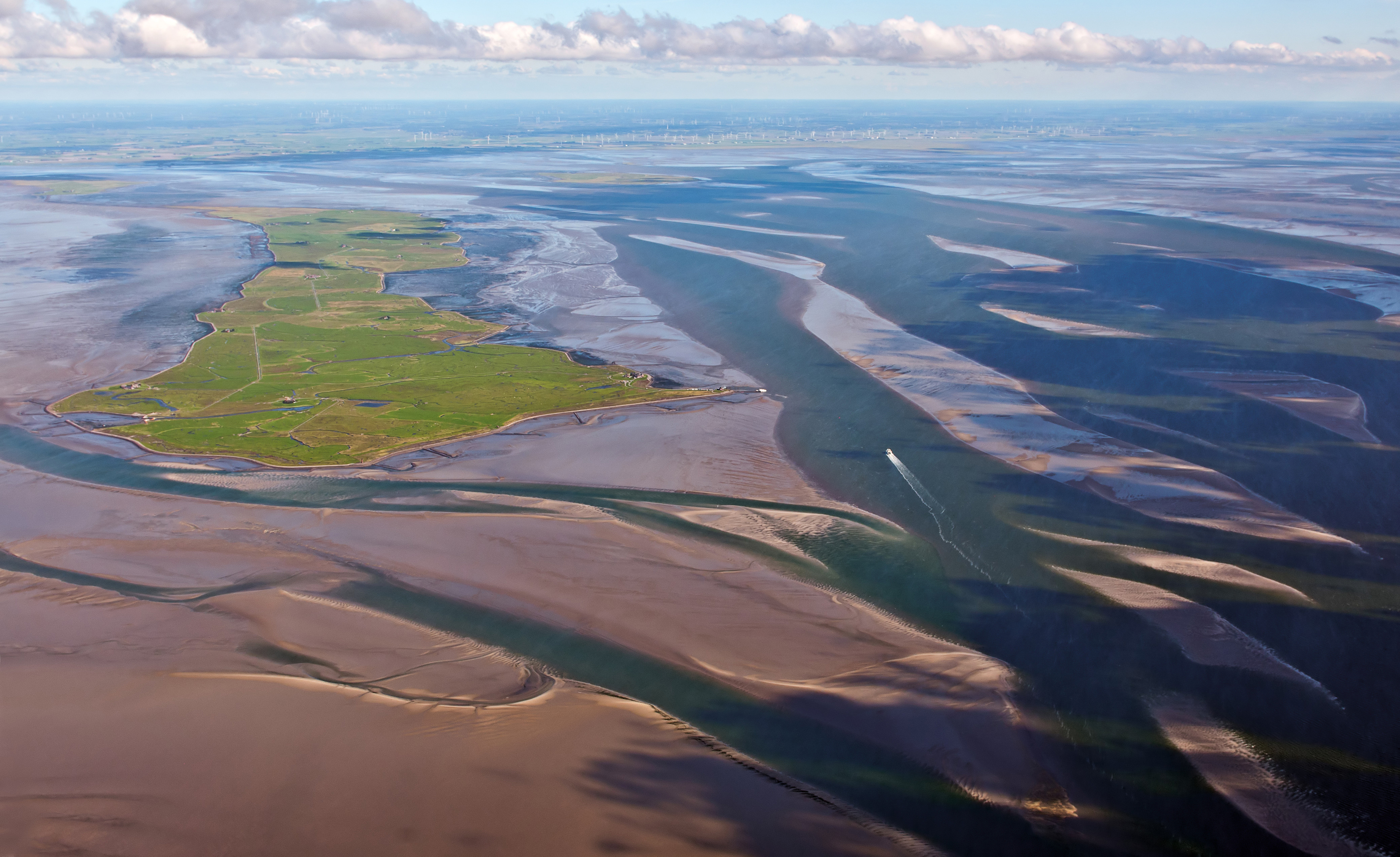
Langeneß

Langeneß (Deens: Langenæs, Noord-Fries: Nees) is een gemeente in de Duitse deelstaat Sleeswijk-Holstein, en maakt deel uit van de Kreis Noord-Friesland.
Langeneß telt 129 inwoners. De gemeente bestaat uit twee eilanden: Langeneß en Oland. Beide zijn Halligen.